# DJ Boy
DJ Boy (яп. DJボーイ) — аркадная игра 1989 в жанре beat ’em up на ходу, разработанная Kaneko. Игра была выпущена в японии под издательством Kaneko и в Северной Америке под издательством Sammy.
«DJ Boy», также известная как «DJ Kid», была спроектирована как стандартная игра прокрутка по обе стороны beat ’em up частично основанный на культуре хип-хоп в городке США. То, что сделало игру уникальной в то время, когда многие люди катались на роликовых коньках, а не гуляли или бегали.

## Сюжет
Предпосылка игры на домашних консолях: молодой человек по имени Дональд Диджей Бой (DJ Boy), принимающий участие в битве, известной как «Rollergame», проходящей в Сигарет-Сити, расположенной на окраине Нью-Йорка. Многие люди были рады увидеть Диджей Боя, но банда, известная как Темные рыцари, хочет, чтобы он вышел из соревнования. Их лидер, Хеви-Мет Тони, приказывает своей банде похитить подругу Диджея - Марию, которая также приезжает в город. Диджей Бой должен спасти Марию, победить Темных Рыцарей и выиграть соревнование Rollergame в одном приключении. Аркадный сюжет рассказывает другую историю. Два роллер-лайнера по имени Боб и Том (два играбельных персонажа) были брейк-дансерами и плясали под свой бумбокс, пока он не был украден ворами (возможно, «Темными рыцарями»), которых они должны найти и победить их, чтобы получить то, что по праву принадлежит им.

## Геймплей
Диджей Бой катается на разных этапах и использует рукопашные боевые действия, чтобы победить противников, кульминацией которых стала битва с боссами в конце каждого уровня. По пути игрок также собирает призы, которые затем могут быть использованы позже для покупки предметов, оружий и лечилок из магазина, расположенного в конце каждого уровня (в версии аркадного автомата призы просто подсчитываются как точки) , В консольных версиях игры, «призы» состоят из монет, которые выпадают из побежденных врагов, боссов. Такак же в игре есть гамбургеры, которые восстанавливают здоровье.

## Различия между аркадными и домашними версиями
Оригинальный японский релиз игры на домашних приставках, показал карикатуры, которые были частью необычного чувства юмора игры, которое можно воспринято как оскорбительное, если бы они были сохранены в их западных релизах. Например, 1-й этап босс был толстой женщиной негритянкой (известная как «Большая мама», в домашних версиях). Когда игрок ударил Большую маму, некоторое количество раз, она сначала временно падала на землю и продемонстрировала свое белое нижнее бельё под её платьем, а затем снова выпрямлялась. В аркадных версиях игры были две инкарнации «Большая мама» в одной игре, одна с светло-коричневой кожей, другая с розовой кожей. В портах домашней консоли ее кожа темно-коричневого цвета и ярко-красные губы в оригинальном японском порту. В аркадная версии она имела способность «пердеть» иногда она просто показывалась, как анимация персонажа. Однако на домашних версиях её способность превратили в своего рода атаку, которая наносил урон.
Для последующего домашнего релиза в Северной Америке и за рубежом было сделано несколько изменений. Например, Большая мама теперь имела неоновую розовую кожу и вместо того, чтобы пердеть, бросает в игрока пончики и пирожные. Вторая встреча имела ее с коричневой кожей в снаряжении для боевых искусств (японская версия дала ей более темную кожу для этой второй встречи, в то время как аркадная версия просто показала одну встречу, а затем вторую встречу с двумя идентичными противниками «большой мамы», которые имели свет коричневой и розовой кожи, чтобы отличить именно их, а не изменение стиля их одежды или атаки).
Другие изменения включают мужского персонажа-стриптизера, который просто появляется в его наряд с самого начала, вместо того, чтобы начинать как бездомный смотрящий человек, как в японской версии. Еще одно изменение заключалось в замене японского текста на участие на рекламные щиты с изображением слабо одетых женщин (и сосредоточение внимания на изображении; это похоже на тот же тип «Вы покрыты?» (рискованная ссылка на страховые продажи), которая была представлена в игре от Konami Fight Fighters Беги или сражайся (еще одна аркадная боевая игра).
В домашней версии добавлены ролики, в которых Диджей Бой оскорбляет своих побежденных врагов и боссов. Другие изменения включают в себя превращение персонажей «клоунов-роботов» в боссов, а не обычных врагов, устранение некоторых из «врагов» бездомных парней и стриптизеров и наличие босса, а так же мальчика, который был «злым близнецом» Диджей Боя (в синей одежде и коричневой коже).
В аркадных версиях был режим одновременного использования двух игроков (кооперативный или соревновательный, так как игроки могли повредить друг друга своими атаками), причем каждый игрок контролировал «Диджей Боя» (со вторым персонажем игрока, также известным как Оуджей (OJ), согласно списку убийц веб-сайта VideoGamer.com) с немного по-разному цветной одеждой (игрок 1 в зеленом и оранжевом цветах, а игрок 2 в зеленом и красном), но на домашних версиях этого персонажа нет.

## Критика
| Иноязычные издания | Иноязычные издания |
| Издание            | Оценка             |
| ------------------ | ------------------ |
| MegaTech           | 78 %               |

Mega поставил версию Mega Drive на 4 место в списке 10 самых худших игр на Mega Drive. Так же и Тейлз в четвёртом выпуске своего Шоу жестоко раскритиковал игру за ужасный геймплей и однотипную музыку.

## B.Rap Boys
В 1992 году вышло продолжение, B.Rap Boys (Ｂラップボーイズ) — игра была создана в соответствии с аналогичным геймплеем. Игра включает в себя трех игроков одновременного действия с использованием персонажей, которые отличаются друг от друга и необязательного использования оружия и транспортных средств, а также более надежной системы боевых действий. Саундтрек к игре был примечателен тем, что в нём были широко отобранные студийные записи из группы хип-хопа 3 Stories High.